# スーパーカーゴ
スーパーカーゴは、日本の運送会社である株式会社アネックスが提供する運送媒体の通称である。

## 概要
主に軽貨物による運送事業を営んでおり、全国で約2,600台の輸送能力を有している。本社の傘下にある支店・営業所は、別名配車センターと呼ばれている。

### 配車センター

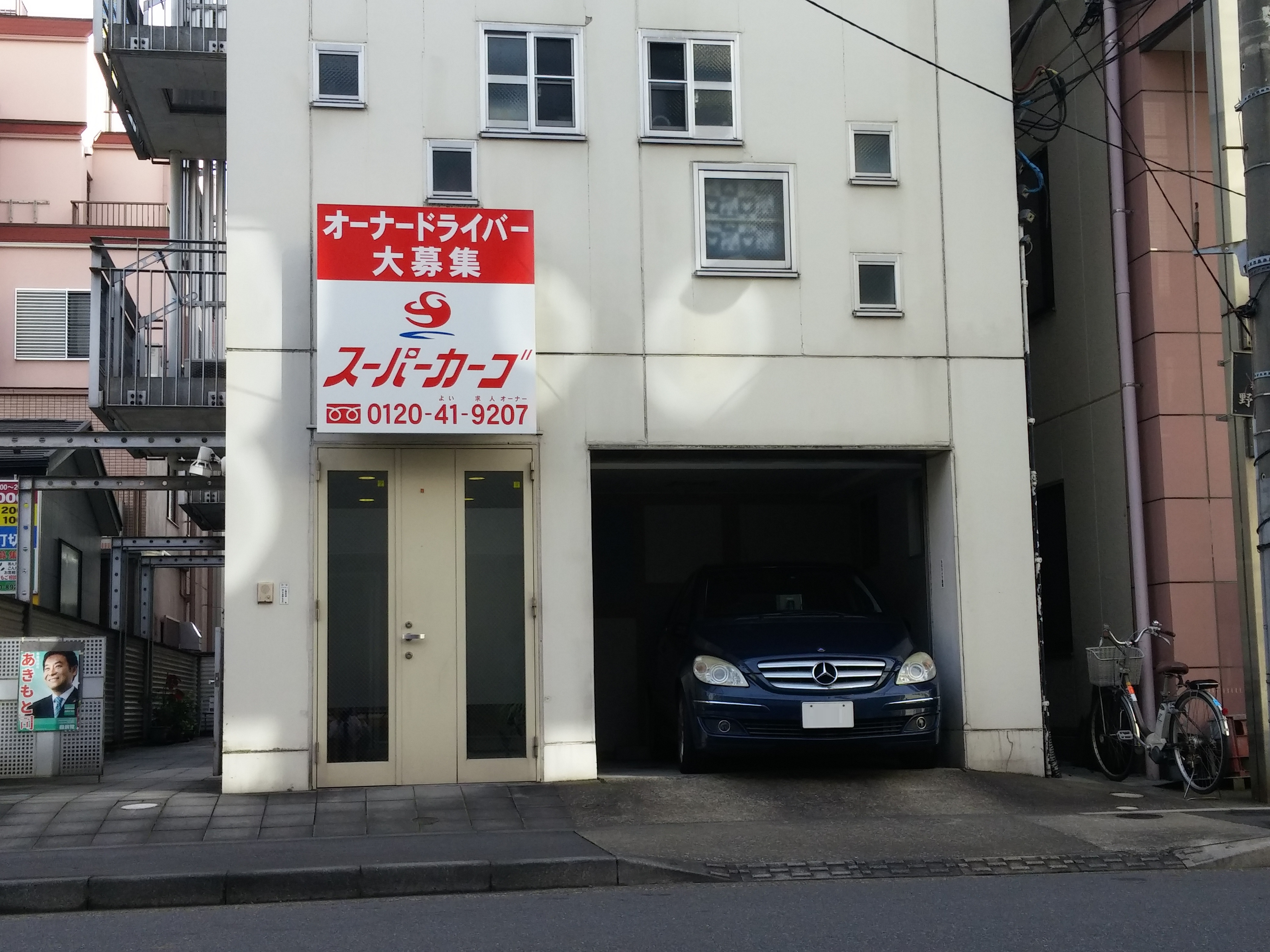
城東配車センター

2020年4月現在、全国で48か所の配車センターが設けられており、各管轄エリアの受注及び配車を行っている。
配車センターでは、荷主から配送業務を受注すると、主に無線機を使って後述するオーナードライバー又は協力業者に配送業務を発注する。具体的には、無線機を用いて各ドライバーの現在地点を確認した上で、引取先までの距離や車種を総合的に勘案し、最も条件がよいと思われるドライバーを選択、配車する。これにより、荷主に対しては迅速な配車が可能であり、荷物の引き取り先から納品先まで直送する緊急配送に強みを持っている。
現状、輸送密度には地域差があり、埼玉県で10か所、東京都では11か所の配車センターを設けている一方、北海道及び北陸・四国地方には配車センターが設けられていない。しかし、日本全国どこでも引取り・配送は可能であり、一例として、石川県内への配車は、京都配車センターにて行う。
受注、配車は全て24時間営業で行っており、年末年始、ＧＷ等を含めて年中無休となっている。所在地については、公式ホームページを参照。

### オーナードライバー
配送業務を担うドライバーは、主にオーナードライバーと呼ばれる個人事業主である。前述のとおり、ドライバーは、主に無線機を使って配送業務を受注する。このため、各ドライバーは、所属する配車センターは決まっているものの、業務のテリトリー制はなく仕事を受注することが可能である。一例として、東京都内で荷物を引き取って千葉県内で納品、その後、千葉県内で仕事を受注して他県に配送するといったことも可能である。こうすることで、運賃を徴収して走行する距離の割合を高め、その反面、空車で走行する距離を短縮、輸送の高効率化が図られている。
このような受注体系のため、ドライバーは全て配車センターの下請けという体系で配送を行い、原則、荷主から直接仕事を受注することは認められていない。しかし、荷主との事務処理は全て配車センターが行うため、ドライバーは配送業務に専念できるといったメリットがある。
また、無線機を用いた受注には、各配車センターの管轄エリアを把握しておくなど、一定のスキルが必要であることから、無線機取り扱いの習熟度によってオーナードライバーの対応能力に差が出ていることも事実である。
オーナードライバーの募集業務は、グループ企業であるFBサポートが行っている。

#### メリット
スーパーカーゴに加盟するメリットは以下の通りである。
自分の時間ができた。毎回知らない土地に行ける。納品先の近くで集荷できるから無駄なく稼げる
先輩ドライバーが業務を教えてくれる。配送業務に集中できる。定期的に研修がある。開業サポートがあるか未経験者でも安心

#### デメリット
デメリットは以下の通りである。
待機時間が長くなることもある。無線でのやり取りだから齟齬が生じる。初期費用や車両購入費がかかる。同業他社で働くことはできない。
支払われる運賃は高速代、配達時の駐車場代、受領書郵送等の通信費込の為、実際の利益はかなり少なくなる。
また、仕事を受注するまで内容を知らされない為、引取の距離と実車の距離が割に合わず、赤字となってしまう事がある。

## 車種
車種は概ね以下の6種類であり、荷主の要望により配車する。

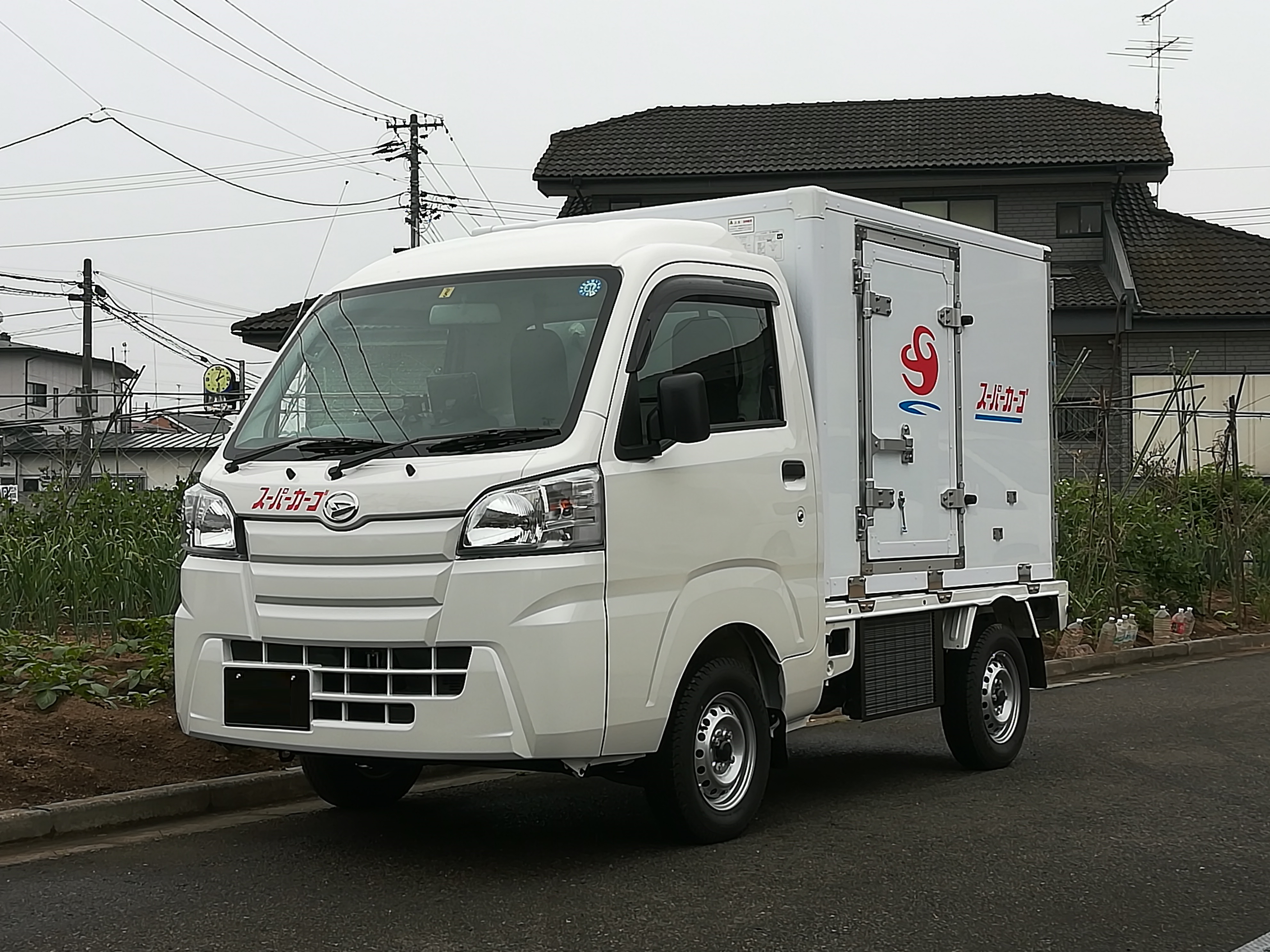
クール車：冷凍品の輸送。 （ダイハツ・ハイゼット）
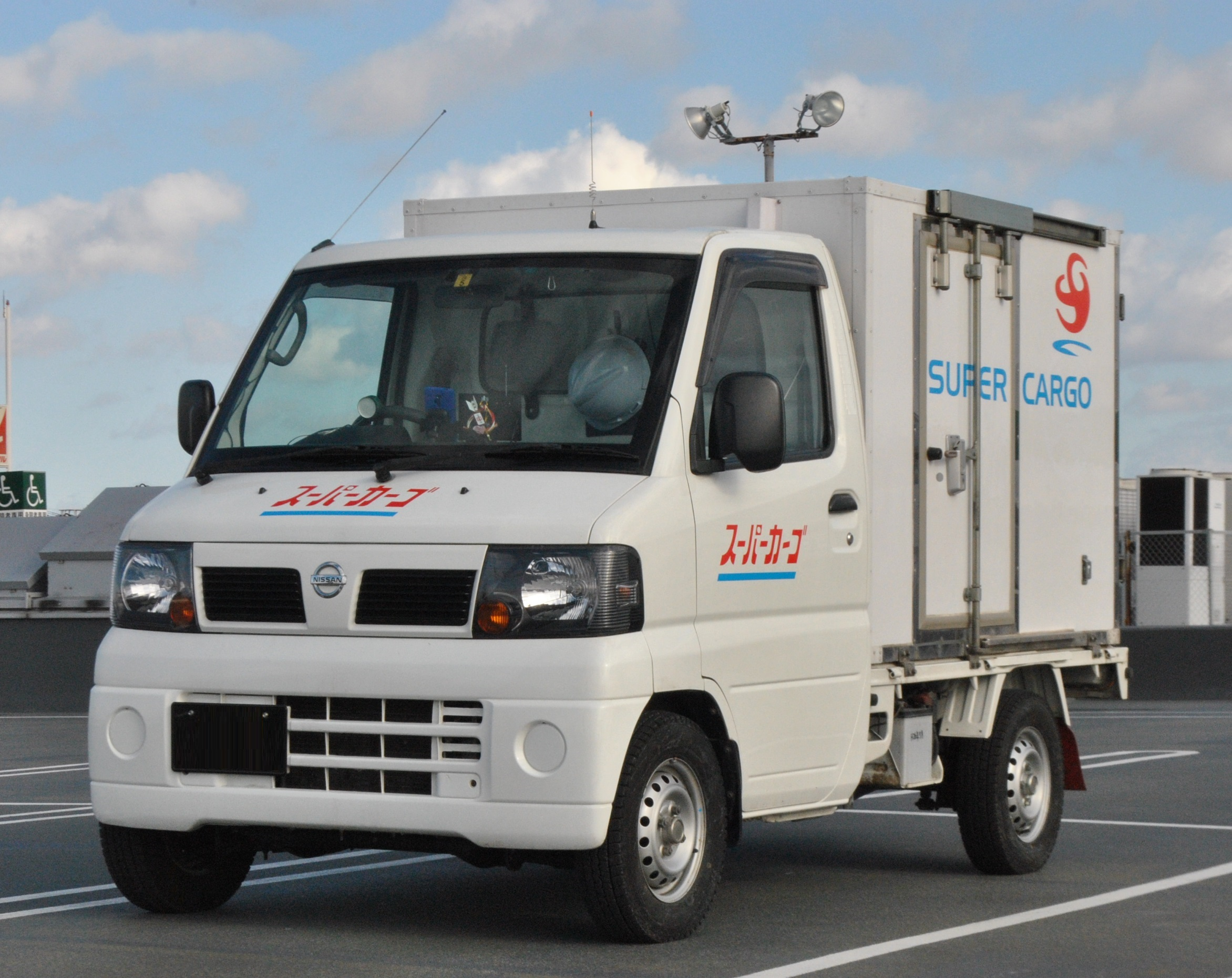
チルド車：冷蔵品の輸送。 （日産・NT100クリッパー）
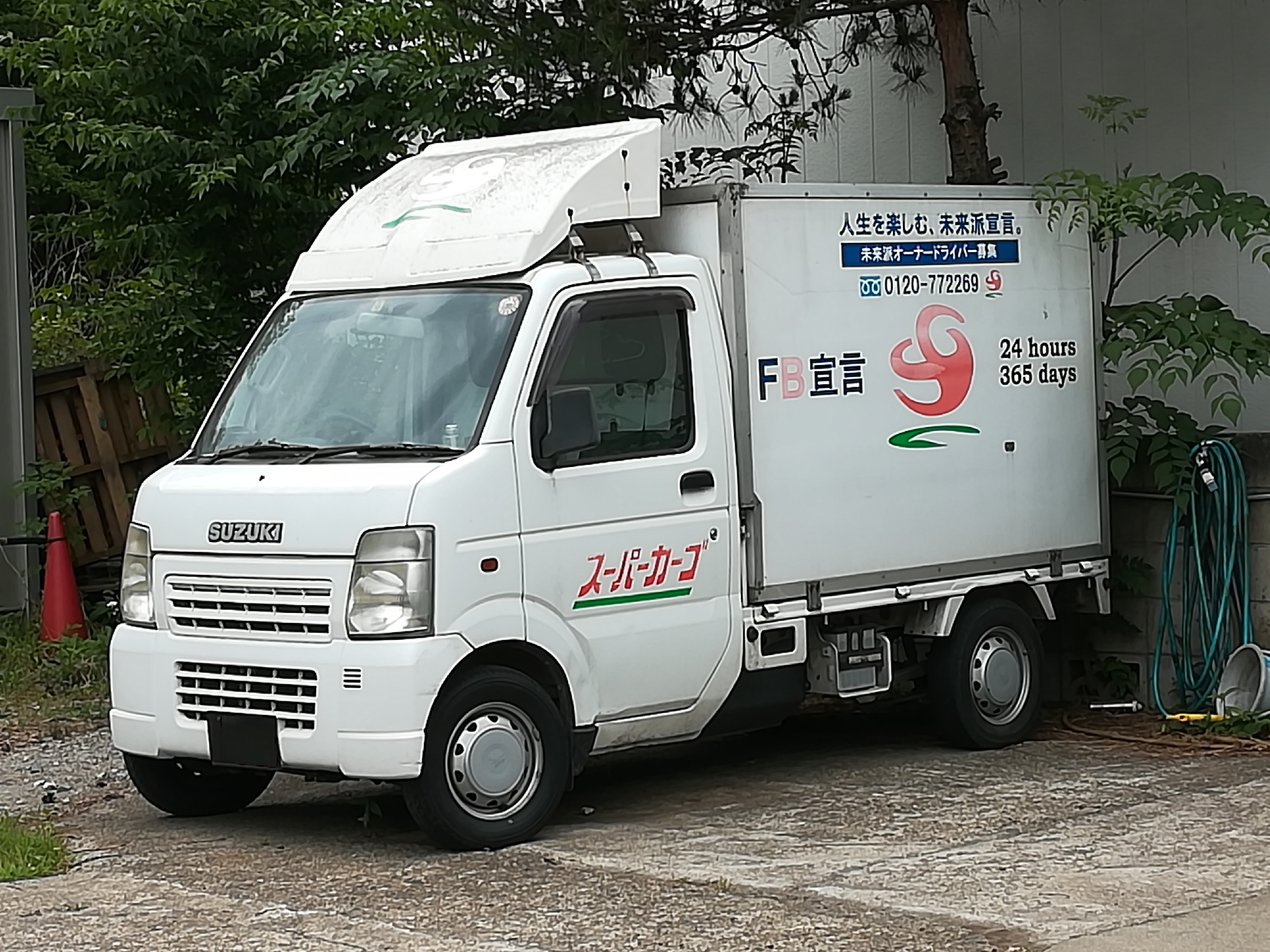
特装車：常温品の輸送。 （スズキ・キャリイ）
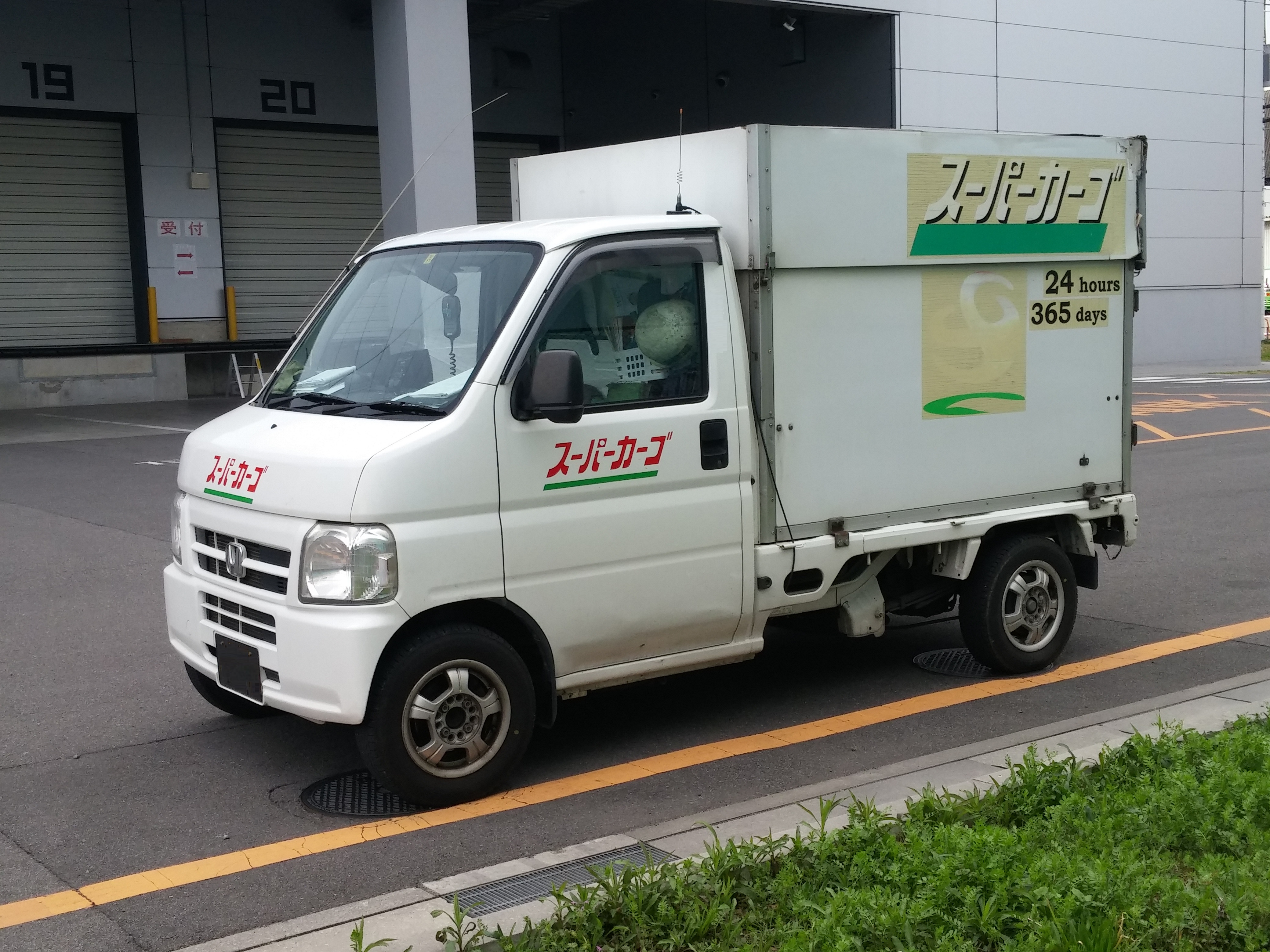
特装車(旧タイプ)：常温品の輸送、屋根高さ調整可能。 （ホンダ・アクティ）
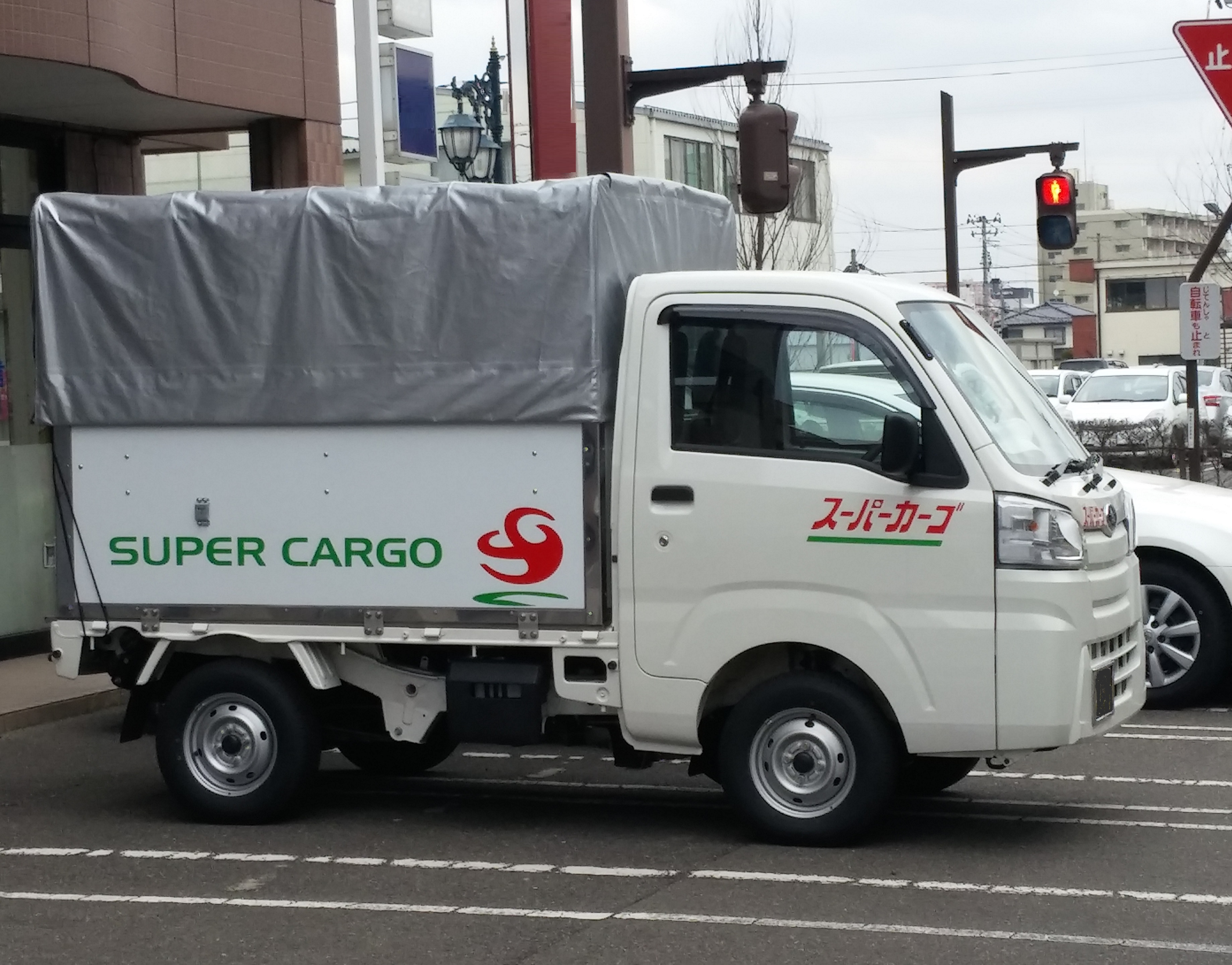
パネル幌車：常温品の輸送、屋根高さ調整可能。 （スバル・サンバー）
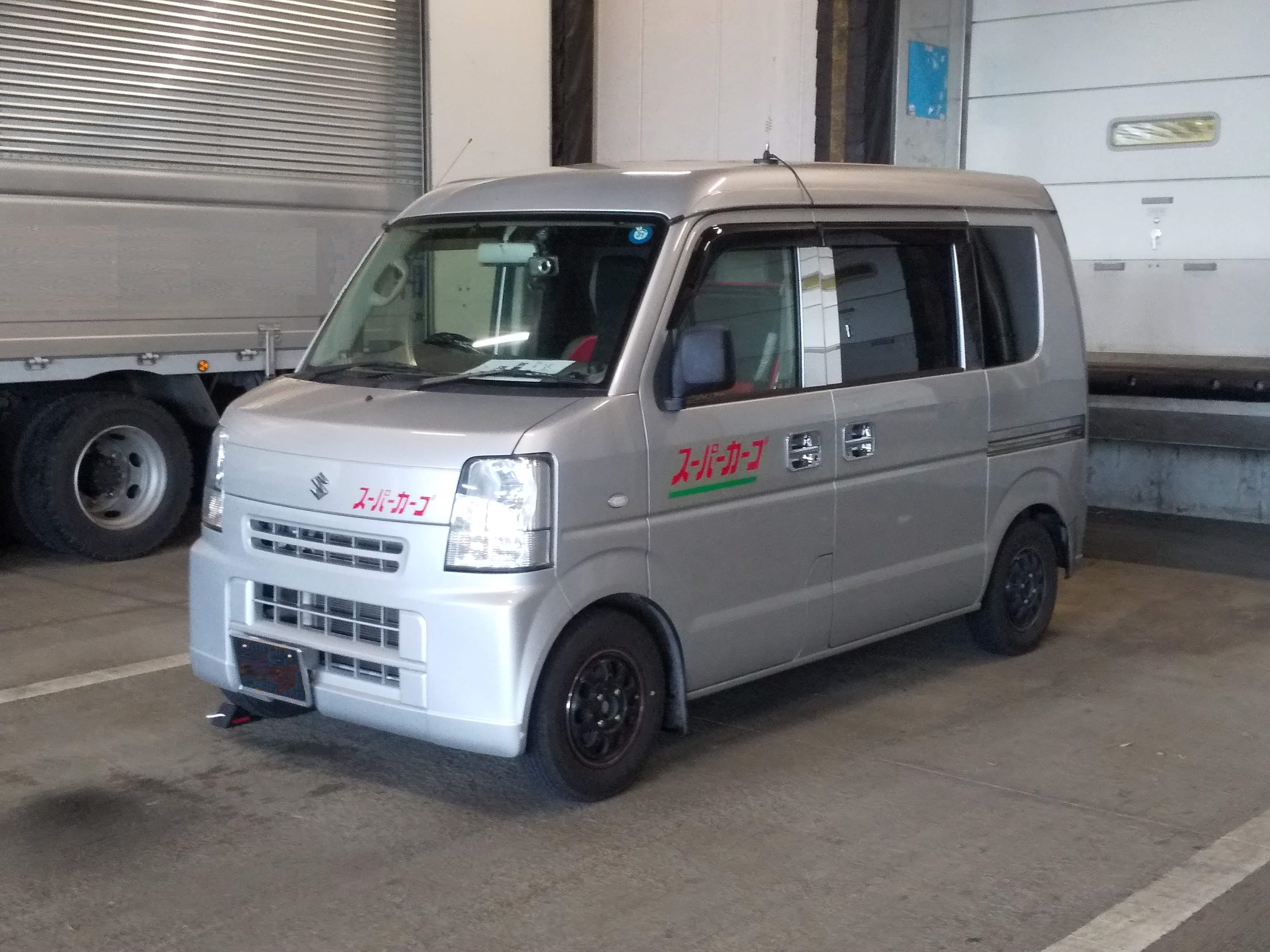
ワンボックス （スズキ・エブリイ）

スーパーカーゴの特徴として、全体的にクール車の割合が高い。このため、温度管理を必要とする食品の輸送に強みを持っており、同業他社との差別化を図っている。
パネル幌車は、冷蔵庫等、背の高い荷物又は体積の割に重量の軽い荷物の大量輸送に適している。
全体的に、ワンボックスは比較的少なく、主に協力業者による対応が多い。
原則、車両はオーナードライバーの個人所有であるが、メーカー等の指定はなく、自分で車両を購入し、所定のステッカーを貼るだけで開業可能である。よって、中古車で開業することも可能であり、指定車両を新車で購入する制度は設けていない。そのため、車両のメーカーは多種多様であるが、荷台にはある一定の装備品を設けるなど、条件が課せられている。また、クール車はチルド車及び特装車の機能も兼ねていることから、オーナードライバーは、開業においてクール車の購入を勧められることが多い。

## 沿革
- 1976年7月 - なかま運送創業。
- 1982年8月 - 有限会社なかま運送設立、法人化。同時に、埼玉県川越市に第1号となる配車センターを開設。
- 1990年11月 - 商号を株式会社アネックスに変更。
- 1992年10月 - 24時間営業開始。
- 1997年2月 - グループ企業であるFBサポート株式会社設立。
- 1998年6月 - スーパーカーゴアネックス商標登録認可。
- 2001年10月 - 関西進出。
- 2004年10月 - 中京進出。
- 2005年6月 - 九州進出。
- 2006年10月 - 東北進出。
- 2017年10月 - 中国進出。